# Гонолек чагарниковий
Гонолек чагарниковий (Laniarius aethiopicus) — вид горобцеподібних птахів родини гладіаторових (Malaconotidae). Мешкає в Східній Африці. Генетичне дослідження показало, що чагарниковий гонолек є криптичним видом комплесу, який включає також тропічних, сомалійських і кенійських гонолеків.

## Поширення і екологія
Чагарникові гонолеки живуть у саванах і чагарникових заростях Еритреї, Ефіопії, північно-західного Сомалі та північної Кенії.